# Залаба
Залаба (слч. Zalaba) насељено је мјесто са административним статусом сеоске општине (слч. obec) у округу Љевице, у Њитранском крају, Словачка Република.

## Становништво
| Година:    | 1994. | 2004.   | 2014.   | 2024.    |
| ---------- | ----- | ------- | ------- | -------- |
| Број људи: | 171   | 167     | 180     | 131      |
| Разлика:   |       | -2,33 % | +7,78 % | -27,22 % |

| Година:    | 2023. | 2024.   |
| ---------- | ----- | ------- |
| Број људи: | 136   | 131     |
| Разлика:   |       | -3,67 % |

Према подацима о броју становника из 2011. године насеље је имало 189 становника.